# Natalija Choma
Natalija Choma (ukr. Наталія Хома; ur. 1963) – ukraińska wiolonczelistka klasyczna, profesor College of Charleston.

## Życiorys
Pochodzi ze Lwowa. Uczyła się w Liceum im. Sołomiji Kruszelnyćkiej we Lwowie. Jest profesorem wiolonczeli na College of Charleston. Uczyła także w Lwowskiej Narodowej Akademii Muzycznej czy na Uniwersytecie Stanu Michigan. Grała przez kilka lat na wiolonczeli Stradivariego. Dokonywała nagrań m.in. dla: wytwórni Centaur Records, Dorian Recordings, Naxos.

## Nagrody
- Konkurs Ogólnoukraiński (1981)[4]
- Międzynarodowy Konkurs Wiolonczelowy im. Pablo Casalsa w Budapeszcie (1985)[4]
- Międzynarodowy Konkurs Muzyczny im. Piotra Czajkowskiego – 4. miejsce ex aequo z Aleksiejem Massarskim[5] (1990)[4]
- Międzynarodowy Konkurs Wiolonczelowy w Belgradzie – 1. miejsce[3] (1990)[4]